# La máscara de Dimitrios
La máscara de Dimitrios (en inglés The Mask of Dimitrios) es una novela de espionaje escrita por el británico Eric Ambler y publicada en 1939. En 1995, la Mystery Writers of America la incluyó en su lista de las cien mejores novelas de misterio de todos los tiempos.

## Trama
El escritor británico Charles Latimer se encuentra en la ciudad de Estambul, en donde conoce casualmente a un miembro de la policía secreta turca, por quien descubre que un peligroso criminal internacional conocido, entre otros nombres, por el de Dimitrios, ha sido hallado muerto, ahogado en el puerto. Intrigado por la figura de este personaje, traficante de armas, conspirador, espía internacional, Latimer se desplazará por los Balcanes tras una sombra. Latimer recorrerá los vericuetos del recientemente fraccionado Imperio otomano (Turquía, Bulgaria, Grecia, Serbia...) y de allí se trasladará a París y Suiza para hablar con espías y ex espías internacionales. Y a lo largo de toda esta investigación se va imponiendo la figura de Dimitrios, símbolo de la decadencia de una época.

## Versión cinematográfica
La novela de Ambler fue llevada al cine como The Mask of Dimitrios, dirigida en 1944 por Jean Negulesco.